# Mieczysław Kaźmierczak
Mieczysław Kaźmierczak (ur. 2 sierpnia 1914, zm. 6 września 1939 w okolicach Kutna) – plutonowy pilot Wojska Polskiego.

## Życiorys
Ukończył Podoficerską Szkołę Pilotów w Bydgoszczy, a następnie otrzymał przydział do 1 pułku lotniczego. Uczestniczył w kampanii wrześniowej, był pilotem 113 eskadry myśliwskiej, która wchodziła w skład Brygady Pościgowej. 6 września wystartował na samolocie PZL P-11 w kluczu dowodzonym przez porucznika Wieńczysława Barańskiego, którego zadaniem było przechwycenie w okolicach Kutna hitlerowskiej wyprawy samolotów bombowych. Podczas walki dołączyła się obrona przeciwlotnicza, samolot pilotowany przez Mieczysława Kaźmierczaka został trafiony. Świadkowie widzieli jak pilot wyskoczył ze spadochronem ze spadającej maszyny, jego ciało odnaleziono koło wsi Cichmiany. Prawdopodobnie został trafiony przez niemieckich strzelców podczas opadania i poniósł śmierć. Został pochowany w Chełmnie, a 10 kwietnia 1975 r. ekshumowany i pochowany na cmentarzu wojennym w Kole.
Pośmiertnie został odznaczony Krzyżem Walecznych